# Le Crime du docteur Crespi
Pour plus de détails, voir Fiche technique et Distribution.
Le Crime du docteur Crespi (The Crime of Dr. Crespi) est un film d'horreur américain coécrit et réalisé par John H. Auer, sorti en 1935.

## Synopsis
Chirurgien renommé, le docteur André Crespi a créé un sérum qui permet de plonger une personne dans un état de paralysie. Au fil des ans,il a développé une jalousie haineuse envers un de ses confrères, Stephen Ross. Ce dernier a épousé une demoiselle, Estelle, dont Crespi était amoureux. Lorsque Ross doit subir une opération, Crespi imagine un stratagème diabolique pour se venger de lui : il lui injecte le sérum paralysant et le déclare mort. Sa jalousie le pousse à l'enterrer vivant afin qu'il se réveille impuissant au fond de son cercueil. Mais deux médecins, Arnold et Thomas, remarquent le comportement troublant de Crespi et exhument le corps de Ross, qui se réveille sur la table d'autopsie. Il décide de s'élancer à la poursuite de Crespi, qui se croit hanté par un mort-vivant...

## Fiche technique
- Titre : Le Crime du docteur Crespi
- Titre original : The Crime of Dr. Crespi
- Réalisation et production : John H. Auer
- Scénario : Lewis Graham, Edward Olmstead et John H. Auer, d'après la nouvelle L'Inhumation prématurée d'Edgar Allan Poe, parue dans The Dollar Newspaper, Editions A.H. Simmons, Philadelphie, 1844.
- Directeur musical : Milton Schwarzwald
- Décors : William Saulter
- Photographie : Larry Williams
- Son : Clarence Wall
- Montage : Leonard Wheeler
- Production : John H. Auer
- Sociétés de production : Liberty Pictures, JHA Pictures (John H. Auer)
- Sociétés de distribution : 
  - USA :Republic Pictures
  - Royaume-Uni : British Lion Films
  - France : Lobster Films (DVD)
- Pays d'origine :  États-Unis
- Langue originale : anglais
- Format : noir et blanc, 35 mm, Son mono, 1,37:1
- Genre : horreur
- Durée : 63 minutes
- Date de sortie : 
  - États-Unis : 24 septembre 1935
  - France : 19 mars 1937

## Distribution
- Erich von Stroheim : Le docteur André Crespi
- Harriet Russell : Estelle Gorham Ross
- Dwight Frye : Dr Thomas
- Paul Guilfoyle : Dr John Arnold
- John Bohn : Dr Stephen Ross
- Geraldine Kay : Miss Rexford
- Jean Brooks : Miss Gordon
- Patsy Berlin : Jeanne Ross
- Joe Verdi : Di Angelo
- Dean Raymond : le pasteur